# 1912 en cyclisme
| Années du cyclisme : 1909 - 1910 - 1911 - 1912 - 1913 - 1914 - 1915    |
| Décennies du cyclisme : 1880 - 1890 - 1900 - 1910 - 1920 - 1930 - 1940 |

Les faits marquants de l'année 1912 en cyclisme.

## Par mois

### Mars
- 24 mars : le Belge Louis Heusghem gagne Paris-Tours.
- 31 mars : le Français Henri Pélissier gagne le Milan-San Remo.

### Avril
- 6 au 8 avril : l'Espagnol José Magdalena remporte la deuxièle édition du Tour de Catalogne.
- 8 avril : l'Italien Giovanni Roncon gagne le Tour de Vénétie. L'épreuve ne reprendra qu'en 1922.
- 8 avril : l'Espagnol José Magdalena redevient champion d'Espagne sur route.
- 7 avril : Charles Crupelandt gagne le Paris-Roubaix.
- 21 avril : le Français Octave Lapize conserve son titre de champion de France sur route.
- 28 avril : l'Italien Costante Costa gagne le Tour du Piémont.

### Mai
- 5 mai : l'Italien Dario Beni gagne le Tour de Romagne.
- 5 mai : le Suisse Henri Rheinwald redevient champion de Suisse sur route.
- 10 mai : le Belge Omer Vershoore gagne l' Étoile Carolorégienne. Cette année le championnat de Belgique sur route se dispute aux points sur plusieurs manches, c'est la première manche du championnat de Belgique sur route.
- 12 mai : l'Italien Gino Brizzi gagne la première édition du Tour de Campanie.
- 19 mai : départ de la quatrième édition du Tour d'Italie.
- 19 mai : le Belge Odile Defraye gagne le Tour de Belgique. C'est la deuxième manche du championnat de Belgique sur route.
- 27 mai : le Français Emile Georget gagne Bordeaux-Paris Pour la deuxième fois.

### Juin
- 2 juin : l'équipe Atala gagne le Tour d'Italie. Ont participé à cette victoire les Italiens Luigi Ganna, Carlo Galetti, Giovanni Micheletto, Eberardo Pavesi, Amedeo Polledri.
- 9 juin : le Français Octave Lapize gagne Paris-Bruxelles pour la deuxième fois d'affilée. C'est la troisième manche du championnat de Belgique sur route.
- 30 juin : départ du dixième Tour de France. Le Français Charles Crupelandt gagne la 1re étape Paris-Dunkerque et s'empare de la première place du classement général. Le Belge Hector Tiberghien 2e est à 3 minutes, le Français Maurice Brocco 3e est à 8 minutes 50 secondes. À noter la chute et la blessure du Français Lucien Petit-Breton qui abandonnera lors de la deuxième étape .

### Juillet
- 2 juillet : le Belge Odile Defraye gagne la 2e étape du Tour de France Dunkerque-Longwy au sprint devant le Français Gustave Garrigou son compagnon d'échappée, le Français Eugène Christophe est 3e à 10 minutes 53 secondes. Pour la première fois un Italien prend la tête du classement général. C'est Vincenzo Borgarello avec 14 pts devant Defraye 15 pts et le Belge Charles Deruyter 20pts.
- 4 juillet : première victoire d'étape sur le Tour du Français Eugène Christophe dans la 3e étape Longwy-Belfort, il bat au sprint le Belge Odile Defraye et son compatriote Gustave Garrigou échappés avec lui dans le Ballon d'Alsace. Le Français Octave Lapize est 4e à 1 minute 6 secondes. Le Belge Odile Defraye prend la tête de l'épreuve avec 17 pts devant l'Italien Vincenzo Borgarello 19 pts. Lapize devient 3e avec 24 pts à la place du Belge Charles Deruyter (6e de l'étape à 3 minutes 27 secondes).
- 6 juillet : le Français Eugène Christophe gagne en solitaire la 4e étape du Tour de France Belfort-Chamonix qui emprunte les cols des Rousses et de la Faucille, 13 minutes 25 secondes plus tard le Luxembourgeois François Faber règle le Belge Odile Defraye au sprint pour la deuxième place. Le Français Octave Lapize est 4e à 15 minutes 57 secondes. Defraye reste en tête avec 20 pts devant les Français Eugène Christophe et Octave Lapize 28 pts
- 7 juillet : course sur route des Jeux olympiques à Stockholm.
- 8 juillet : le Français Eugène Christophe gagne la 5e étape du Tour de France Chamonix-Grenoble qui emprunte les cols d'Aravis, du Télégraphe et du Galibier le Français Octave Lapize est 2e à 2 minutes 37 secondes et le Français Gustave Garrigou est 3e à 9 minutes 33 secondes. Le Belge Odile Defraye 9e perd 30 minutes 44 secondes sur Christophe mais ne concède que 9 pts puisque arrivé 9e. Eugène Christophe devient co-leader de la course avec le Belge Odile Defraye avec 29 pts le Français Octave Lapize est 3e avec 30 points.
- 10 juillet : le Français Octave Lapize gagne la 6e étape du Tour de France Grenoble-Nice qui emprunte la côte de Laffrey et les cols Bayard et d'Allos, le Belge Odile Defraye 2eme est à 6 minutes 33 secondes, l'Italien Pierino Albani est 3e et le Français Eugène Christophe est 4e dans le même temps que Defraye. Au classement général Lapize devient co-leader du Tour avec le Belge Odile Defraye avec 31 pts son compatriote Eugène Christophe est 3e avec 33 pts .
- 12 juillet : le Belge Odile Defraye gagne la 7e étape du Tour de France Nice-Marseille en battant au sprint le groupe des favoris, 2eme le Français Gustave Garrigou, 3e le Belge Firmin Lambot, 4e le Français Octave Lapize, 4e le Français Eugène Christophe. Defraye prend seul la tête du classement général avec 32 pts les Français Octave Lapize et Eugène Christophe sont 2e et 3e avec 35 et 38 pts.
- 14 juillet : l'Italien Vincenzo Borgarello gagne la 8e étape du Tour de France Marseille-Perpignan en réglant au sprint ses huit compagnons d'échappée, 2e le Français Marcel Godivier, 3e le Français Octave Lapize, 4e le Belge Odile Defraye, 5e le Belge Fons Spiessens, 6e le Français Gustave Garrigou. Le Français Eugène Christophe termine l'étape 17e à 9 secondes. Le Belge Odile Defraye reste en tête avec 36 pts le Français Octave Lapize le suit avec 38 pts, son compatriote Eugène Christophe est 3e avec 56 pts
- 16 juillet : le Belge Odile Defraye gagne la 9e étape du Tour de France Perpignan-Luchon qui emprunte les cols de Port et du Portet d'Aspet devant le Français Eugène Christophe, 3e le Belge Marcel Buysse à 8 minutes 32 secondes, 4e le Belge Jacques Coomans à 11 minutes 12 secondes, 5e le Français Gustave Garrigou à 15 minutes 23 secondes. Pour protester contre la coalition de tous les Belges en faveur de Defraye, le Français Octave Lapize abandonne dans le col du Portet-d'Aspet. Au classement général Defraye est en tête avec 30 pts suivi par Christophe 48 pts et le Français Gustave Garrigou 58 pts. Un changement dans le comptage des points intervient, il ne tient plus en compte les places acquises par les coureurs ayant abandonné. Par exemple, il y a 61 coureurs à l'arrivée à Luchon, en conséquence le dernier et 127e de la première étape ne marque plus au classement que 61 pts au lieu de 127 pts.
- 18 juillet : le Belge Louis Mottiat gagne au sprint devant le Français Eugène Christophe la 10 étape du Tour de France Luchon-Bayonne qui emprunte les cols de Peyresourde, d'Aspin, du Tourmalet et d'Aubisque. Le Belge Odile Defraye 3e concède 20 minutes 37 secondes mais ne perd que 3 pts puisque arrivé 3e. Il reste en tête avec 33 pts, Christophe le suit avec 50 pts puis le Français Gustave Garrigou 74 pts (16e de l'étape à 1heure 53 minutes).
- 20 juillet : le Français Jean Alavoine gagne la 11e étape du Tour de France Bayonne-La Rochelle. C'est un sprint de peloton, le Belge Louis Heusghem est 2e, le Français Gustave Garrigou est 3e. Le Belge Odile Defraye est 6e et perd 6 pts. Pour la 7e place à cette époque il n'y avait pas de film d'arrivée, en conséquence 12 coureurs n'ont pu être départagés entre la 7e et la 19e place. Tous concèdent 12,5 pts suivant le règlement. Le Français Eugène Christophe arrivé pourtant dans la roue de Defraye se retrouve avec 62,5 pts alors que Defraye creuse l'écart n'ayant que 39 pts. Le 3e reste le Français Gustave Garrigou avec 77 pts. Le directeur du Tour s'émeut, dans les colonnes du journal L'Auto, de l'usage du mécanisme de roue libre[1].
- 21 juillet : le Belge Joseph Van Wetter gagne le Grand Prix de l'Escaut.
- 22 juillet : le Belge Louis Heusghem gagne en solitaire la 12e étape du Tour de France La Rochelle-Brest. Le Belge Odile Defraye au sprint devant le Belge René Vanderberghe arrive 2e à 30 minutes 23 secondes et creuse l'écart encore sur le Français Eugène Christophe 11e à 46 minutes 21 secondes. Au classement général : 1er Defraye 41 pts 2e Christophe 73,5 pts, Garrigou 86 pts (9e de l'étape à 45 minutes 41 secondes).
- 24 juillet : le Français Jean Alavoine gagne la 13e étape du Tour de France Brest-Cherbourg en réglant au sprint le peloton, 2e le Belge René Vanderberghe, 3e le Belge Odile Defraye. Le Français Eugène Christophe est 8e dans le même temps, le Français Gustave Garrigou est 20e à 20 minutes 44 secondes. Au classement général l'écart se creuse encore : 1er le Belge Odile Defraye 44 pts, 2e le Français Eugène Christophe 81,5 pts, 3e le Français Gustave Garrigou 106 pts.
- 26 juillet : l'Italien Vincenzo Borgarello gagne la 14e étape du Tour de France Cherbourg-Le Havre au sprint devant le Français Jean Alavoine 2e, le Belge René Vanderberghe 3e, le Belge Odile Defraye 4e et tout le peloton dans lequel figure le Français Eugène Christophe. Le Français Gustave Garrigou termine 30e à 1 heure 38 minutes. Encore une fois l'écart se creuse au classement général : 1er le Belge Odile Defraye 44 pts, 2e le Français Eugène Christophe 90,5 pts, Garrigou 132 pts. Un nouveau décompte intervient à l'issue de cette étape, il ne tient plus en compte les places acquises par les coureurs ayant abandonné entre la 9e et la 14e étape. Par exemple il y a 43 coureurs à l'arrivée au Havre, en conséquence le dernier et 127eme de la première étape ne marque plus au classement que 43 pts au lieu de 127.
- 28 juillet : le Belge Odile Defraye remporte le Tour de France. la 15e et ultime étape est remportée par le Français Jean Alavoine au sprint devant le Belge René Vanderberghe et le Français Edouard Léonard. Le Français Eugène Christophe 2e de l'épreuve a été handicapé par le classement par points alors que au classement au temps le Belge perdait beaucoup de retard sur lui en montagne. À partir de l'an prochain le Tour de France reprendra le classement général au temps. En plus d' Handicaper les mauvais sprinteurs le comptage n'était pas des plus simples.
- Au classement général final :
- Odile Defraye est 1er avec 49 pts :                  (8 + 1 + 2 + 3 + 7 + 1 + 1 + 3 + 1 + 2 + 6 + 2 + 3 + 4 + 5) (merci de renseigner sur les comptages de points)
- Eugène Christophe est  2e avec108,5 pts :  (12 + 3 + 1 + 1 + 1 + 3 + 4 + 15 + 2 + 1 + 12,5 + 11 + 8 + 16 + 18)
- Gustave Garrigou est 3e avec 140 pts :       (11 + 2 + 3 + 12 + 2 + 8 + 2 + 4 + 5 + 15 + 3 + 9 + 20 + 30 + 8) (ce qui donne plutôt 134 pts, mais les arrivées de " groupetto " octroieraient une moyenne du nombre de points pour chaque homme y figurant, comme cela a été le cas pour Christophe durant la 11eme étape)
- 28 juillet : le titre de champion d'Italie sur route n'est pas attribué, les deux premiers du championnat d'Italie sur route 1912, les Italiens Angelo Gremo et Dario Beni sont disqualifiés pour sprint irrégulier.

### Août
- 22 août : sur le vélodrome Buffalo à Paris, le Suisse Oscar Egg bat le Record du monde de l'heure en parcourant 42,360 km.
- 25 août : le Belge Henri Devroye gagne Liège-Charleroi. C'est la quatrième manche du Championnat de Belgique sur route. L'épreuve disparait ensuite du calendrier international.
- 30 août au 4 septembre : championnats du monde de cyclisme sur piste à Newark (New Jersey). L'Américain Frank Kramer est champion du monde de vitesse professionnelle. L'Américain Donald Mc Dougall est champion du monde de vitesse amateur.

### Septembre
8 septembre : l'Italien Pascale Bonfanti gagne le Tour d'Ombrie. L'épreuve ne reprendra qu'en 1919.
12 septembre : le Belge Abel de Vogelaere gagne le Championnat des Flandres.
15 septembre : le Belge Omer Verschoore gagne Liège-Bastogne-liège. C'est la cinquième manche du championnat de Belgique sur route. À l'issue de l'épreuve Omer Verschoore devient champion de Belgique sur route.
20 septembre : l'Italien Dario Beni gagne Rome-Naples-Rome pour la deuxième année d'Affilée.
29 septembre : l'Italien Carlo Durando gagne Milan-Modène.

### Octobre
- 13 octobre : l'Italien Ugo Agostini gagne le Tour d'Émilie.
- 27 octobre : l'Italien Carlo Oriani gagne le Tour de Lombardie.